# Battaglia del Bạch Đằng (1288)
La terza battaglia del Bạch Đằng avvenne nel 1288 presso le rive del fiume Bạch Đằng, vicino alla baia di Ha-Long, nel nord dell'odierno Vietnam, tra le forze del Đại Việt e gli invasori della dinastia Yuan. Questa battaglia si colloca all'interno dell'invasione mongola del 1287-1288.

## Antefatti
Dopo l'evacuazione di Thăng Long avvenuta nel 1288, il comandante Đại Việt Trần Hưng Đạo decise di lanciare un'offensiva contro i mongoli nel fiume Bạch Đằng e iniziò a organizzare le sue forze.
Tale fiume scorre per i distretti di Yen Hung (provincia di Quảng Ninh) e di Thuy Nguyen (Hai Phong) prima di raggiungere il mare. Il luogo era ben conosciuto perché fu in precedenza teatro di uno scontro decisivo tra le forze del generale Ngô Quyền e quelle di Han del Sur (Nanhan). A marzo di quell'anno le forze vietnamite erano pronte per la battaglia, Trần Hưng Đạo iniziò immediatamente a studiare il terreno e le tattiche usate negli scontri precedenti, quindi decise di organizzare una serie d'imboscate in maniera coordinata.

## La battaglia
Mentre le forze mongole pativano la fame sulla via per l'abbandonata Thăng Long oltre a non avere notizie della flotta principale, il principe vietnamita Toghan ordinò ai suoi di ritirarsi a Vanno Kiep. I vietnamiti lanciarono un'offensiva generale arrecando gravi perdite al nemico in ritirata. Toghan decise quindi di separare il suo esercito in due gruppi. 
Agli inizi d'aprile la flotta di rifornimento mongola comandata dal generale Omar Khan decise di ritirarsi con la fanteria scendendo per il fiume Bạch Đằng. I vietnamiti praticarono tattiche di terra bruciata e la flotta nemica fu sottoposta a costanti attacchi da terra. 
Una piccola flotta vietnamita chiuse il passo al suo rivale e dopo un breve scontro si ritirò. Le navi mongole iniziarono ad avanzare finché non vennero attaccate da diverse migliaia di piccole imbarcazioni. Nel caos generale, molte navi mongole navi affondarono, si arenarono o presero fuoco, mentre il generale Omar venne catturato.
L'esercito di Toghan subì terribili perdite in ritirata verso Lạng Sơn. Lo stesso principe rischiò la vita nel tentativo di rifugiarsi nelle foreste per arrivare più rapidamente al suo territorio.

## Conseguenze
La battaglia è stata una delle più grandi vittorie della storia del Vietnam e segnò la fine delle invasioni mongole contro questo paese.